# Радчиков, Валерий Григорьевич
Валерий Григорьевич Радчиков (22 июня 1956 — 31 января 2001) — майор Советской Армии, участник Афганской войны, председатель Российского фонда инвалидов войны в Афганистане.
Из-за подрыва на противопехотной мине у него были ампутированы обе ноги. Однако, несмотря на инвалидность, офицер вернулся в строй и воевал с протезами на ногах, повторив подвиг Алексея Маресьева.

## Биография
Родился в городе Красноярске в семье рабочего. После его рождения семья переехала в г. Орджоникидзе Днепропетровской области Украинской ССР.
По словам Радчикова, он обучался в суворовском военном училище.
В 1973 году поступил на обучение на факультет специальной разведки Рязанского высшего воздушно-десантного командного училища, которое окончил в 1977 году. За годы учёбы освоил французский язык.
В 1978 году вступил в ряды КПСС.
Достоверных сведений о том, где проходил службу Радчиков после окончания училища в 1977 году до лета 1982 года, не имеется. Проходил службу в Спецназе ГРУ на должностях командира группы и начальника штаба батальона.
В июне 1982 года старший лейтенант Радчиков был переведён на службу в 177-й отдельный отряд специального назначения, дислоцированный в провинции Парван Афганистана в населённом пункте Руха, на должность командира второй разведывательной роты специального назначения.
19 июля 1982 года Радчиков возглавил группу военнослужащих, совершающих рейд в горной местности. После высадки с вертолётов группа попала под пулемётный обстрел противника. В отсутствие штатных сапёров Радчиков, обнаружив, что находится на заминированной местности, решил самостоятельно провести инженерную разведку и вывести группу из под обстрела, не дожидаясь подхода подкрепления. В результате необдуманных действий он подорвался на противопехотной мине и потерял на обеих ногах ступню и часть голени. Пришедшие с подкреплением вертолёты эвакуировали Радчикова и его группу в тыл. Через трое суток Радчиков попал на излечение в военный госпиталь в Ташкенте. По утверждению Радчикова, группа оказалась в тяжёлом положении из-за неверно выданных координат высадки, а инженерно-сапёрная подготовка, полученная им в училище, позволяла ему провести разведку минного поля.
По окончательном излечении Радчиков, признанный военно-врачебной комиссией инвалидом, сумел добиться восстановления на военной службе и был в 1983 году вновь отправлен в Афганистан на прежнюю должность командира роты в воинском звании капитан.
По словам самого Радчикова, он обманным путём добился возвращения в состав действующей армии в Афганистан, зная, что с инвалидностью ему не разрешат вернуться в строй. Будучи повторно в должности командира роты, он принимал непосредственное участие в боевых действиях, по причине чего старшие командиры его стали ассоциировать с Маресьевым.

Давид Гай: Но нет у меня покоя в душе, словно что-то недосказано. Почему, почему с таким исступленным желанием рвался тот же Радчиков обратно в Афганистан, что тянуло его туда, на бойню, где уже оттяпало ему ноги?

…Знаю только одно: снова сражаться, находиться в армейских рядах означало для таких, как Радчиков или Бурков, категорическое непризнание того чудовищного, убийственного факта, что инвалидами они стали в результате бессмысленной, никому не нужной войны, то есть пострадали понапрасну. С таким ощущением нельзя жить.

Офицеры на протезах, но действующие, реально существующие, они своим возвращением как бы бросали вызов, выражали презрение безумной бойне, которой не удалось сломить их морально и, что главное, физически. Они остались профессиональными военными, а не беспомощными калеками, и в этом, и только в этом видится сокровенный смысл их возвращения в строй, ибо у Радчикова и у Буркова отношение к войне однозначно отрицательное…— В. Снегирёв, Д. Гай «Вторжение. Неизвестные страницы необъявленной войны»
По приказу командования 40-й Армии Радчиков позже был переведён в разведывательный отдел «Экран» штаба 40-й армии, который занимался курированием частей Главного разведывательного управления с досрочным получением звания майор.
Во время службы в Афганистане Радчиков был представлен к награждению званием Герой Советского Союза, но по некоторым данным представление было отклонено Министерством обороны СССР из-за подлога, совершённого Радчиковым ради возвращения в Афганистан.
В связи с сокращением штатов 40-й армии должность, которую занимал Радчиков, была упразднена, и он вернулся в СССР.
По возвращении в СССР Радчиков поступил на обучение в разведывательный факультет Военной академии имени Фрунзе.
В 1989 году Центральной студией документальных фильмов о Валерии Радчикове был снят документальный фильм под названием «Либретто одной жизни» продолжительностью в 51 минуту, рассказывающий о судьбе офицера и ежедневной борьбе инвалида за право жить полноценной жизнью и служить в рядах Советской армии. Фильм снимался как на территории СССР, так и на территории Афганистана.
В 1991 году был создан Российский фонд инвалидов войны в Афганистане (РФИВА), основателем которого стали ветераны Афганской войны Валерий Радчиков, ставший его председателем, и его заместитель Ильяс Сафин. Данный фонд получил от государства льготы по освобождению от таможенных пошлин от ввозимых на территорию Российской Федерации товаров зарубежного производства. Коммерческие предприятия ввозили товар, отчисляя фонду определённые проценты, которые по уставу фонда должны были идти на помощь в реабилитации ветеранов Афганской войны. Инвалидам покупались мотоколяски, автомобили, обеспечивались бесплатное лечение и протезирование.
В августе 1994 года в руководстве фонда возникли разногласия. Некоторые региональные отделения фонда обвинили Валерия Радчикова в том, что он не информирует их о финансовом состоянии фонда и его использовании. На последовавшей конференции региональных филиалов фонда его председателем был избран Михаил Лиходей, а его заместителем — Сергей Трахиров. Сторонники Радчикова отказались выполнять решение конференции, а из-за неоднозначной позиции Министерства юстиции возникла ситуация, при которой одновременно действовали два фонда с одинаковым названием, но с разными расчётными счетами (возглавляемый Радчиковым и Сафиным и возглавляемый Лиходеем и Трахировым).
10 ноября 1994 года был убит Михаил Лиходей. После смерти Лиходея Радчиков с Сафиным, прекратив заниматься социальными вопросами, перешли к работе с контрактами, пока согласно новому указу президента РФ фонд не был лишён прав создавать коммерческие предприятия.
Руководитель Комитета по делам воинов-интернационалистов при Совете глав СНГ генерал-майор Руслан Аушев в интервью агентству Интерфакс открыто заявил, что убитому Лиходею Михаилу угрожали расправой лидеры РФИВА и непосредственно сам Радчиков Валерий. Также он назвал РФИВА, возглавляемое Радчиковым, «полукриминальной организацией, претендующей на большие роли, в том числе и политические».
В том же 1994 году фондом занялась Налоговая полиция РФ и выяснила множество нарушений, главным из которых являлся увод значительной части полученной прибыли из фонда в коммерческие структуры. Только за 1994 год фонд, возглавляемый Радчиковым и Сафиным, заработал посредством таможенных льгот около 200 миллионов долларов США, но только 10% от этой суммы были израсходованы на нужды инвалидов. По оценке Генеральной прокуратуры, общий оборот средств, прошедших через РФИВА, достиг 4 миллиардов долларов США.
Будучи инвалидом с обеими ампутированными ногами по верхнюю треть голени, Радчиков по собственной инициативе совершил 18 прыжков с парашютом, из которых 8 в тандемной подвеске с инструктором и 10 самостоятельно. В ходе международной парашютной экспедиции North Pole 1995, проведённой в 1995 году, Радчиков был в числе 300 парашютистов из разных государств, совершивших приземление на парашюте на Северный полюс. В сентябре 1996 года он повторно совершил прыжок на Северный полюс. Это стало поводом, по которому РФИВА и Российская оборонная спортивно-техническая организация (бывшее ДОСААФ) в январе 1997 года обратилось в Администрацию президента России о присвоении Радчикову звания Героя Российской Федерации, которое было отклонено Министерством обороны РФ.
В начале 1995 года Радчиков отошёл от РФИВА и зарегистрировал Российский общественный фонд инвалидов военной службы (РОФИВС).
29 октября 1995 года на Радчикова в момент встречи со своим юристом Дмитрием Матешевым было совершено покушение. В результате покушения Матешев был убит, а Радчиков, получив 6 пулевых ранений, смог на машине добраться до знакомых, оказавших ему медицинскую помощь. По мнению Трахирова Сергея, убийство Радчикова планировалось как устранение свидетеля по факту хищений денежных средств со счетов РФИВА
10 ноября 1996 года произошёл взрыв на Котляковском кладбище, в результате которого погибли руководитель РФИВА Сергей Трахиров и вдова Михаила Лиходея Елена Краснолуцкая. Данный инцидент, по мнению следствия, считался одним из событий в противостоянии группировок Радчикова—Сафина и Лиходея—Трахирова.
24 апреля 1997 года Радчиков был арестован по подозрению в организацию взрыва на Котляковском кладбище и отправлен в следственный изолятор Матросская тишина.
15 мая 1997 года Радчикову было предъявлено официальное обвинение в организации взрыва с целью убийства Сергея Трахирова, для захвата всей полноты власти в движении инвалидов Афганской войны. В общей сложности Радчиков провёл под следствием 2 года и 9 месяцев. Государственное обвинение потребовало наказание Радчикову в виде 12 лет лишения свободы. На суде следствию не удалось доказать причастность Радчикова в организации взрыва, в связи с чем 21 января 2000 года он был оправдан и освобождён из-под стражи.
Впоследствии Генеральная прокуратура Российской Федерации дважды обжаловала приговор в Верховном суде. Первое обжалование было отклонено Коллегией Военного суда. 13 декабря 2000 года президиум Верховного суда отменил Радчикову оправдательный приговор, после чего Радчиков обратился в Военную коллегию Верховного суда и в Генеральную прокуратуру РФ с заявлениями о возбуждении двух уголовных дел — против главного военного прокурора Михаила Кислицына, которого он обвинил в клевете, и следователей Генеральной прокуратуры. Также Радчиков обратился с жалобой на Верховный суд РФ в Европейский суд по правам человека.
31 января 2001 года Валерий Радчиков погиб в автокатастрофе на 79-м километре Минского шоссе. Похоронен на Троекуровском кладбище Москвы.
Уже после смерти Радчикова, в 2007 году ЕСПЧ постановил, что в его деле отмена оправдательного приговора не была предназначена для исправления существенной судебной ошибки или ошибки при отправлении правосудия, а была использована только с целью добиться повторного судебного разбирательства и нового рассмотрения дела, в связи с чем было нарушено право Радчикова на справедливое судебное разбирательство.